# Aeschynanthus caudatus
Aeschynanthus caudatus är en tvåhjärtbladig växtart som beskrevs av Charles Baron Clarke. Aeschynanthus caudatus ingår i släktet Aeschynanthus och familjen Gesneriaceae. Inga underarter finns listade i Catalogue of Life.